# Karolina Porcari
Karolina Dafne Porcari (ur. 15 sierpnia 1979 w Warszawie) – polsko-włoska aktorka.

## Życiorys
Jako dziecko wyjechała z rodzicami do Włoch, gdzie zamieszkiwała osiemnaście lat w regionie Apulia. Następnie przeprowadziła się do Mediolanu, gdzie przez dwa lata studiowała literaturę oraz kierunek teatralny.
W 2001 została przyjęta do Państwowej Wyższej Szkoły Teatralnej im. Ludwika Solskiego w Krakowie. W trakcie studiów występowała w Teatrze Ludowym w Krakowie, a po ich ukończeniu w Teatrze Dramatycznym w Warszawie, m.in. w przedstawieniu „Czas kochania, czas umierania” Fritza Katera w reżyserii Tomasza Gawrona.
Posiada podwójne obywatelstwo: polskie i włoskie.

## Filmografia
- 2004: RH+ jako Ola
- 2004: M jak miłość jako sprzedawczyni (odc. 230)
- 2005: Wiedźmy jako klientka w sklepie Marioli (odc. 5)
- 2005: Termini
- 2005: Samo życie jako koleżanka Patrycji Głowackiej (odc. 609 i 610)
- 2006: Mrok jako Hania, sekretarka burmistrza (odc. 8)
- 2006: Magda M. jako Sara Rosiak (odc. 42)
- 2006: Samo życie jako sekretarka w siedzibie firmy „Ignis Cosmetics” (odc. 704 i 741)
- 2006: Come l'ombra jako Olga
- 2006: Bulionerzy jako sprzedawczyni (odc. 65)
- 2007: Pitbull jako prostytutka (odc. 8)
- 2007–2020: Barwy szczęścia jako Anita Szymczak
- 2008: Klan jako kelnerka w „Nocnym Klubie”
- 2008: Wydział zabójstw jako Bożena Chlebowicka (odc. 29)
- 2008: Segreti e sorelle jako Paola
- 2008: Faceci do wzięcia (odc. 73)
- 2009: Teraz albo nigdy! jako urzędniczka z urzędu podatkowego (odc. 44)
- 2009: Siostry jako urzędniczka zakładu ubezpieczeń (odc. 11)
- 2009: Naznaczony jako Kasia Bukalska (odc. 3)
- 2010: Ojciec Mateusz jako Grażyna Galińska, żona Roberta (odc. 52)
- 2011: Zero jako Masha
- 2011: Róża jako Anna, żona Tadeusza
- 2012: Szpiedzy w Warszawie jako sekretarka (odc. 3)
- 2012: Dzień kobiet jako asystentka Włocha
- 2013: Bez tajemnic jako Aleksandra Lenart, biologiczna matka Jeremiego
- 2014: Prawo Agaty jako Natasza Michalak (odc. 73)
- 2014: Komisarz Alex jako projektantka Ala Szymczak (odc. 74)
- 2015: W spirali jako Karolina
- 2015: Ojciec jako Mila
- 2015: Na dobre i na złe jako Justyna, partnerka Majki
- 2015: Mein Bruder Robert
- 2015: Singielka jako Żaneta (odc. 33, 34 i 36)
- 2016: Music, War and Love jako Miriam Rubin
- 2016: Dopado jako mama Aleksa
- 2017: Ostatni garnitur jako Natia
- 2018: Korona królów jako Bella
- 2018: 7 uczuć jako sąsiadka
- 2018: Eter jako dama
- 2019: Znajdę cię jako Miriam Rubin
- 2020: Mały zgon jako Carla, żona Marka
- 2020: Kod genetyczny jako Klara, przyjaciółka Izy (odc. 3, 4)
- 2021: Dawid i elfy jako dyrektorowa
- od 2022: Tajemnica zawodowa jako lekarka Hanna[3]
- 2023: Korona królów. Jagiellonowie jako Elżbieta Granowska, trzecia żona Władysława Jagiełły

2024: Race for Glory: Audi vs Lancia prod. Włochy, lekarka

## Teatr
- 2017: Zła Matka, reż. Karolina Porcari, Teatr Trzy Rzecze / Dzika Strona Wisły
- 2014: Lód Jacka Dukaja, reż. Janusz Opryński, Teatr Provisorium Lublin
- 2012: Luna reż. Artur Urbański, monodram, Teatr Laboratorium Dramatu Warszawa
- 2012: Zły L.Tyrmanda, reż. Jan Buchwald, Teatr Powszechny Warszawa
- 2011: Hamlet Szekspira, reż. Radek Rychcik, Teatr Żeromskiego Kielce
- 2011: Bracia Karamazow Dostojewskiego, reż. Janusz Orpyński, Teatr Provisorium / Teatr Na Woli
- 2010: Wiarołomni I.Bergmana, reż. Artur Urbański, Teatr Rozmaitości Warszawa
- 2009: Borys Godunow libretto A.Puszkina, reż Mariusz Treliński, Opera Narodowa
- 2009: Ona i Ona na motywach 'Silniejszej' A.Strindberga, reż. Artur Urbański, Teatr Wytwórnia w Warszawie
- 2009: Werter w Nowym Yorku Tima Staffela, reż. Bartek Potoczny, Teatr Wytwórnia w Warszawie
- 2007: Wariacje na temat Nocy listopadowej, reż. Michal Zadara, Belweder w Warszawie
- 2007: Polowanie na szczury Petera Turriniego, reż. Thomas Harzem, Teatr Wytwórnia w Warszawie
- 2007: Don Juan wraca z wojny Ödöna von Horvátha, reż. Gadi Roll, Teatr Polski we Wrocławiu
- 2005: Czas kochania, czas umierania Fritza Katera, reż. Tomasz Gawron, Teatr Dramatyczny Warszawa
- 2005: Zimne dziecko Mariusa von Mayenburga, reż. Jan Peszek, Arkadiusz Tworus, PWST w Krakowie
- 2004: Podróż Edgara Wałpora
- 2004: Biznes J.Chapmana i J. Lloyda, reż. Jerzy Fedorowicz, Teatr Ludowy Kraków
- 2003: Błysk Rekina Philipa Ridleya, reż. Jerzy Fedorowicz, Teatr Ludowy Kraków
- 2003: Minnesota Blue A. Jakubika, reż. Jerzy Fedorowicz, Teatr Ludowy Kraków
- 2003: Chlew P.P. Pasoliniego, reż. Łukasz Czuj, Teatr Dramatyczny Warszawa
- 2003: Sinobrody Dei Loher, reż. Tomasz Wysocki, Reminiscencje Teatralne Kraków (czytanie)
- 1999: La casa de Bernarda Alba F.G. Lorki, reż. Mabel Lopez, Teatr Trebbo Mediolan
- 1997: Ippolito Eurypidesa, reż. Mino Castrignano, Teatro Paisiello Lecce
- 1996: Chmury Arystofanesa, reż. Salvatore Tramacere, Teatro Paisiello Lecce